# Assane N’Doye
Assane N’Doye (ur. 25 stycznia 1953) – senegalski judoka. Olimpijczyk z Monachium 1976, gdzie zajął dziewiętnaste miejsce w wadze średniej.

## Letnie Igrzyska Olimpijskie 1976
| Konkurencja | Eliminacje           | Klas. końcowa |
| Konkurencja | Przeciwnik I         | Miejsce       |
| ----------- | -------------------- | ------------- |
| 80 kg       | Carlos Motta (BRA) P | 19.           |